# Vlag van Stabroek
De vlag van Stabroek werd door de gemeenteraad op 6 april 1987 officieel vastgesteld als de gemeentelijke vlag van de Antwerpse gemeente Stabroek. Op 7 juli 1987 werd hij door het Bestuur van Vlaanderen bevestigd en uiteindelijk gepubliceerd op 3 december 1987 in het officiële Belgisch Staatsblad.
Officieel wordt de vlag beschreven als:
Twee even hoge banen van geel en van blauw met drie achtpuntige sterren, broekhoeksgewijze geplaatst, die aan de broekzijde van het een op het ander, die in de punt van het een in het ander.
De kleuren van de vlag zijn gebaseerd op de kleuren van het gemeentewapen. De sterren komen uit het tweede en derde kwart van het gemeentewapen.

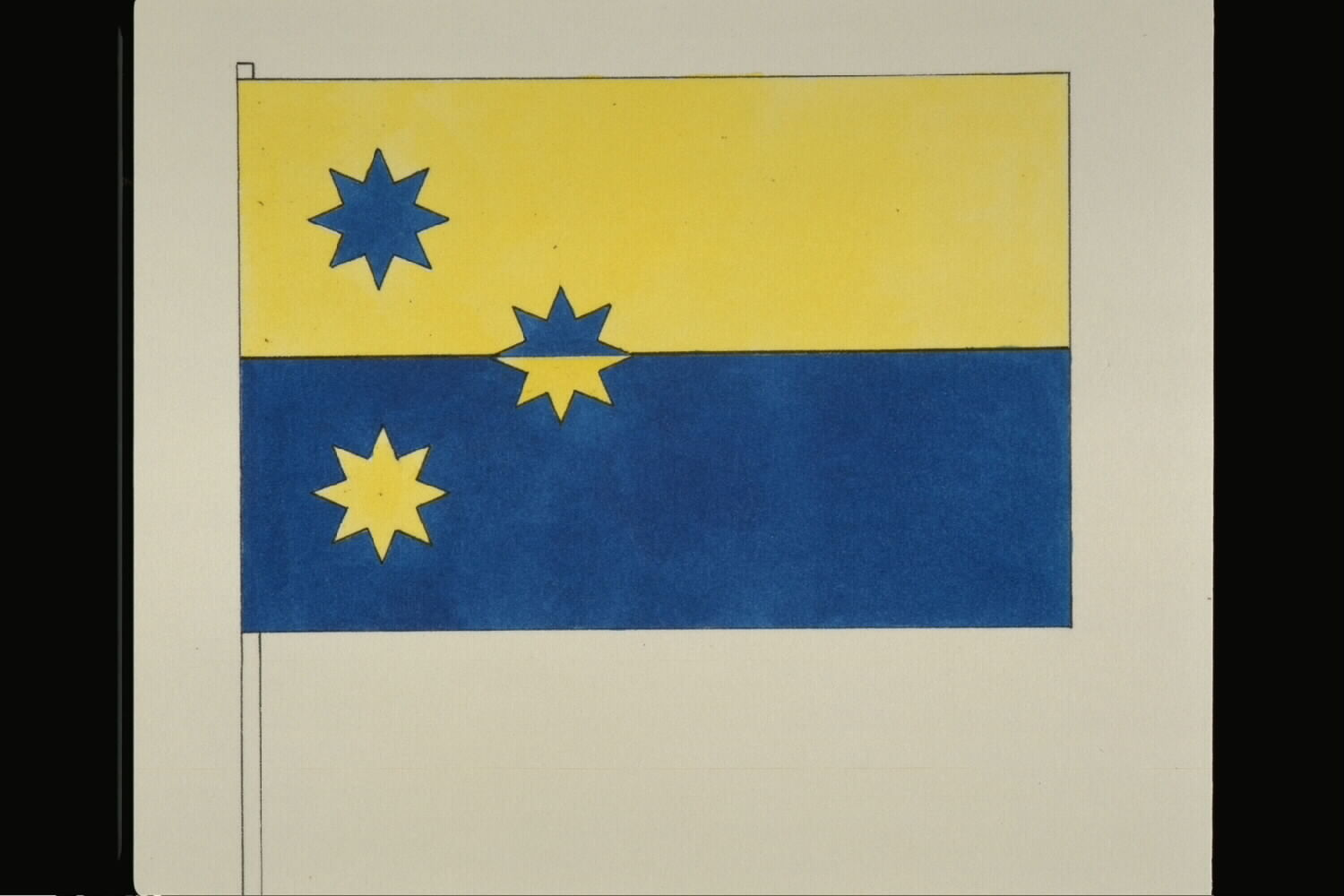
Officiële tekening van de vlag